# Latènegräberfeld bei Cammer
Koordinaten: 52° 14′ 0″ N, 12° 41′ 0″ O
Das Latènegräberfeld bei Cammer, ein mittel- und spätlatènezeitliches Urnengräberfeld mit 91 gesicherten Grabanlagen, wurde 1926 durch Karl-Heinrich Marschalleck ausgegraben. Das Gräberfeld liegt in der historischen Landschaft der Zauche bei Cammer, einem Ortsteil der Gemeinde Planebruch im brandenburgischen Landkreis Potsdam-Mittelmark im Fläming.

## Fundbeschreibung
Das latènezeitliche Gräberfeld bei Cammer wurde 1926 von Karl-Heinrich Marschalleck ergraben. Die Ausgrabungen in dem mittel- und spätlatènezeitlichen Urnengräberfeld ergaben insgesamt 91 gesicherte Grabanlagen, jedoch erwies sich das Gräberfeld bei der Ausgrabung als teilweise gestört, seine ursprüngliche Ausdehnung ist daher nicht bekannt. Die Funde umfassen das für diese Zeit typische Formengut. Neben Keramik fanden sich vielfach auch verschiedene Gürtelhakentypen und Fibeln der Latènezeit. Einige wenige Segelohrringe und Kropfnadeln komplettieren das latènezeitliche Fundmaterial.

## Interpretation der Funde
Anhand der reichen vielfältigen Funde konnte Marschalleck den lückenlosen Übergang von den frühlatènezeitlichen Fibeln zu den frühen und mittellatènezeitlichen Fibeln nachweisen. Die zahlreichen spätlatènezeitlichen Fibelformen bezeugen die kontinuierliche Belegung dieses Gräberfeldes wohl seit einem frühen Stadium der mittleren vorrömischen Eisenzeit bis in die Jahrzehnte um die Zeitenwende. Die anhand der Fibelformen ermittelte (relativchronologische) Belegungsabfolge des untersuchten Gebiets im Gräberfeld konnte Marschallek horizontal-stratigraphisch durch die Reihenfolge der Grabniederlegung von Ost nach West untermauern. Bemerkenswert ist, dass durch eine später erfolgte Flugsandüberlagerung die ältesten erfassten Gräber eindeutig von den jüngeren Bestattungen zu unterscheiden waren.